# Balvaird Castle

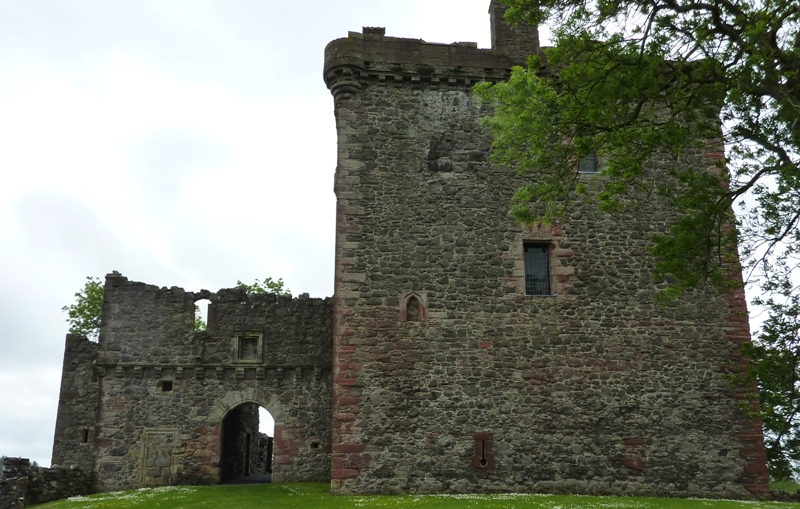
Balvaird Castle vanuit het noorden met links het poortgebouw uit de tweede helft van de zestiende eeuw.

Balvaird Castle is een zestiende-eeuws kasteel, gelegen in Balvaird, 0,5 kilometer ten oosten van Glen Farg en ongeveer 9,5 kilometer ten zuidoosten van Bridge of Earn in de Schotse regio Perth and Kinross. Het kasteel is eigendom van en gebouwd door de familie Murray en bleef hun eigendom tot in de 21e eeuw.

## Geschiedenis
Het gebied van Balvaird was eigendom van de familie Barclay en kwam rond 1500 door huwelijk in handen van de familie Murray van Tullibardine.
De donjon van Balvaird Castle werd rondom die tijd door de familie Murray gebouwd. Boven de ingang was het wapen van Sir Andrew Murray en zijn vrouw Margaret Barclay aangebracht.
Margaret Barclay was de erfgename van de baronieën van Arngask en Kippo, waartoe het gebied van Balvaird behoorde. Er zijn archeologische aanwijzingen dat de plek waar Balvaird Castle werd gebouwd reeds bewoond was vóór de late vijftiende eeuw.
In 1641 werd Sir Andrew Murray benoemd tot Lord Balvaird. Zijn zoon David volgde hem in 1644 op.
In 1658 erfde hij de titel van vierde burggraaf van Stormont. Hier hoorde ook de titel Lord Scone bij. De familie Murray verliet in deze periode Balvaird Castle en verhuisde naar Scone Palace. Balvaird Castle werd sindsdien niet meer bewoond door deze familie.
In 1793 volgde David Murray, de zevende burggraaf, zijn oom William Murray op als tweede graaf van Mansfield.

## Bouw
De woontoren, die een L-vormige plattegrond heeft, bestaat uit drie delen die trapsgewijs met elkaar verbonden zijn, te weten een hoofdblok, een vleugel en een traptoren ertussen. In het hoofdblok van drie verdiepingen en zolder bevonden zich de grote kamers en de grote hal met haard, zetels bij het raam en een kast in de muur. In de vleugel, die een etage meer heeft, waren er relatief kleinere kamers en in de hoek tussen het hoofdblok en de vleugel bevindt zich een vierkante toren met een wenteltrap. In deze traptoren bevindt zich ook de hoofdingang van het kasteel. Het kasteel is op alle torens voorzien van een borstwering. Op de begane grond van de vleugel bevond zich een compacte keuken. In de dikte van de muur van het kasteel bevindt zich een gevangenisput.
Het kasteel heeft een binnenplaats. De woontoren bevindt zich in de noordwestelijke hoek. De noordvleugel wordt gecompleteerd met een poortgebouw uit 1567, waaraan een oostvleugel is vastgebouwd. De binnenplaats was oorspronkelijk geheel ommuurd en vormde een rechthoek.
Van de buitengebouwen rondom deze binnenplaats zijn slechts resten overgebleven. Ten zuiden van de binnenplaats zijn de resten overgebleven van een grote ommuurde tuin of gaard.
Van het poortgebouw zijn twee verdiepingen overgebleven. De bovenste verdieping heeft een kapel.

## Beheer
Balvaird Castle wordt beheerd door Historic Environment Scotland. De buitenzijde is te allen tijde te bezichtigen; het interieur is slechts op bepaalde dagen in het jaar toegankelijk.